# Petrašiūnai
Petrašiūnai är en ort i Litauen. Den ligger i den centrala delen av landet, 80 km nordväst om huvudstaden Vilnius. Petrašiūnai ligger 72 meter över havet och antalet invånare är 122.
Terrängen runt Petrašiūnai är platt, och sluttar västerut. Runt Petrašiūnai är det ganska tätbefolkat, med 58 invånare per kvadratkilometer. Närmaste större samhälle är Jonava, 13,0 km söder om Petrašiūnai. Trakten runt Petrašiūnai består till största delen av jordbruksmark.